# Соколово (Пермский край)
Соколово — деревня в Верещагинском районе Пермского края, входит в состав Сепычевского сельского поселения. Расположено село в восточной части Верхнекамской возвышенности в верховьях реки Сепыч, в 44 км к северо-западу от города Верещагино. Население занято преимущественно сельским хозяйством.
| 2010 |
| ---- |
| 673  |

## Инфраструктура
В деревне имеется 3 магазина, школа, детский сад, сельский клуб, библиотека, почтовое отделение, фельдшерско-акушерский пункт.
Экономика: ООО Агропредприятие «Соколово».
Религия: старообрядческая церковь.